# アルファ (たばこ)
アルファ（ALFA）は、日本たばこ産業（JT）が製造・販売していた日本のたばこの銘柄の一つ。

## 概要
発売当時、JTの1mg製品はフロンティア・ライト3銘柄（ソフト/ボックス/100'sボックス）のみであり、アルファはそれに次ぐ第2弾（1mg専用ブランドとしては初）となった。
元々は前年にPM社から発売されたネクストの対抗商品として発売された経緯を持つ（一方で同時期にはPM社からもフロンティア・ライトの対抗製品としてフィリップモリス・ワンが発売されている）。また、アルファ・メンソールは同社初の1mgメンソール製品であった。
CVDチャコールフィルター（別名:AFTチャコールフィルター）と呼ばれる、プレーンフィルター部分の周りに、蛇腹に加工したフィルターを巻きつけて、円周上に溝を設けたフィルターを使うことによって、吸い応えを高めた1mg製品。現行商品ではピース・インフィニティが、廃止銘柄では他にバンテージに採用されているが、同社製品で最初に採用したのはアルファであった。
なお、イタリアでも同名の製品があるが、BATの製品で、まったくの別物である。